# Hraničné Petrovice
Hraničné Petrovice (Em alemão Petersdorf) é uma comuna checa localizada na região de Olomouc, distrito de Olomouc.